# Рејмонд (Мисисипи)
Рејмонд (енгл. Raymond) град је у америчкој савезној држави Мисисипи.

## Демографија
По попису из 2010. године број становника је 1.933, што је 269 (16,2%) становника више него 2000. године.
| Група             | 2000.       | 2010.         |
| Белци             | 952 (57,2%) | 849 (43,9%)   |
| Афроамериканци    | 685 (41,2%) | 1.037 (53,6%) |
| Азијати           | 7 (0,4%)    | 7 (0,4%)      |
| Хиспаноамериканци | 16 (1,0%)   | 24 (1,2%)     |
| Укупно            | 1.664       | 1.933         |